# Verónica Di Toro
Verónica Di Toro (Buenos Aires, 1974) es una artista plástica argentina.

## Trayectoria
En 1988, comenzó sus estudios de pintura en talleres de arte dictados por Mabel Deppiaggi y Raul Rébora. Asistió a la Escuela de Bellas Artes Manuel Belgrano, donde obtuvo el título de Maestra de Dibujo, la Escuela Nacional de Bellas Artes Prilidiano Pueyrredón y al Instituto Universitario Nacional de las Artes recibiendo el título de Profesora de Pintura en 1997.
Luego participó por varios años del Taller de Artes Visuales de Sergio Bazán y del grupo de artistas del Taller Popular de Serigrafía.
Actualmente, además de continuar con su carrera artística, es profesora en talleres de pintura y da clases en el Instituto Municipal Superior de Artes Plásticas de Avellaneda.

## Exposiciones individuales
La Casona de los Olivera (2002), Centro Cultural Recoleta (2003), Galería Alberto Sendrós (2005, 2007 y 2010).

## Exposiciones Colectivas
Beloved Structure: The Argentine Legacy. AVH Gallery Miami (2010); PintorAs, MACRO Rosario (2010); El color en toda su diversidad, Centro Cultural Borges (2009); / Love, Jacob Karpio Gallery, San José de Costa Rica / Bienal Nacional de Pintura Ciudad de Rafaela. Santa Fe (2009); Joven y Efímero, Centro Cultural Parque España, Rosario (2008); Ortodoxes-Heterodoxes: Choisir sa ligne, Montbeliard, Francia, (2007); Cultural Chandon,  Museo de Arte Contemporáneo de Salta (2006); Mix 05, Fundación Proa (2005), Buenos Aires, (2005).

## Obra
Sus primeras obras demostraban un estilo expresionista con uso de distintos materiales.
Luego se volcó mayormente a la pintura abstracta que se destaca por el uso de la geometría y los colores planos.
Su serie de Simetría es una de las más destacadas.
Entre sus referentes se encuentran Mark Rothko, Morris Louis, Barnett Newman y Peter Halley.

## Premios y reconocimientos
Recibió la Beca a la creación del Fondo Nacional de las Artes (2005), el Premio Nacional de Pintura Banco Central (2008), de la Bienal Nacional de Arte de Bahía Blanca (2009) y 105.º del Salón Nacional de Artes Visuales.